# Pierre Rault
Pierre Rault est un artiste peintre, illustrateur, graphiste, sculpteur, et architecte français. Né le 30 mars 1940 à Chambéry, il s'installe à Aix les Bains en 1967.
Il entame ses études d'architecture à Strasbourg en 1960 et en est diplômé en 1964. Il réalise ensuite son service civil à Abidjan, au sein du Ministère de la Construction de la Côte d'Ivoire de 1965 à 1967. En 1967, il s'associe avec l'agence d'architecture parisienne AIPA et ouvre la sienne à Aix les Bains. Parallèlement, Pierre Rault poursuit ses activités artistiques à travers la peinture (qu'il exerce depuis 1958) et la sculpture d'animaux en bois, dont les premières créations voient le jour en 1975.
Frappé par un AVC en 2006, Pierre Rault a cessé ses activités en 2009.

## Architecture
Les premiers travaux architecturaux de Pierre Rault datent de 1965 et correspondent à des écoles maternelles réalisées à Abidjan dans le cadre de son service civil, en association avec le Ministère de la Construction ivoirienne. La carrière de Pierre Rault en tant qu'architecte s'étend de 1967, année à laquelle il monte sa propre agence à Aix les Bains, jusqu'en 2001. Il œuvre pour la création d'habitats individuels et collectifs, et est également sollicité pour des travaux d'aménagement urbain (rues piétonnes, ponts, viaducs...). Il travaille également pour l'OPAC et crée des immeubles d'habitat social. Pierre Rault s'est adonné à différents travaux de restructuration et de rénovation d'établissements publics (écoles, cliniques) ainsi que de monuments du patrimoine historique de la ville d'Aix les Bains. À partir de 1973, il s'attèle à divers projets de restauration et de restructuration du Casino d'Aix les Bains, parmi lesquels la rénovation du théâtre. Par ailleurs, il a également œuvré pour le réaménagement d'hôtels aixois anciens et des thermes nationaux.

## Peinture
Pierre Rault a commencé à peindre dès 1958. La peinture en tant que matière, la couleur et la lumière sont les trois éléments caractérisant les toiles de l'artiste. Ainsi, sur des toiles à grand format comme sur des plus petites, Pierre Rault étale la matière, avec des outils divers et variés : raclettes, chiffons, brosses, couteaux... Les mouvements de la matière donnent alors lieu à des drapés de couleur et des effets de lumière,.       

## Sculpture
En 1975 voit le jour son projet Pierre Rault Eleveur, une série de sculptures d'animaux en bois. Il s'agit en fait d'assemblages de pièces de bois, à la manière de puzzles en volume. Pierre Rault réalise ses animaux en taille réelle mais propose également des modèles miniatures. Du chien basset à l'éléphant, l'artiste crée une vingtaine d'animaux en bois de différentes espèces, et élargit même sa collection aux idées de ses clients.

## Expographie
| Date      | Ville                   | Titre / Lieu d'exposition                    |
| --------- | ----------------------- | -------------------------------------------- |
| 1961      | Aix-les-Bains           |                                              |
| 1962      | Strasbourg              | Galerie Rive Gauche                          |
| 1965      | Abidjan, Côte d'Ivoire  |                                              |
| 1968      | Dijon                   | Salon Confrontation                          |
|           | Nîmes                   | Galerie L’œil                                |
|           | Lons-le-Saunier         | Actes (manifestation d'artistes)             |
|           | Chambéry                | Maison de la Culture                         |
|           | Pérouges                |                                              |
| 1970      | Aix-les-Bains           | Galerie HB                                   |
| 1971      | Dijon                   | Salon Confrontation                          |
|           | Talant                  | Actes                                        |
|           | Aix-en-Provence         |                                              |
|           | Chambéry                | Musée des Beaux-Arts                         |
| 1972      | Chambéry                | Musée savoisien                              |
| 1974      | Cracovie                | Ministère de la Culture                      |
|           | Aix-les-Bains           | Casino Grand Cercle                          |
| 1975-1978 | Paris                   | Musée d'Art moderne                          |
| 1979      | Aix-les-Bains           |                                              |
|           | Lenox USA               |                                              |
|           | New York                | Honey Sharp Gallery                          |
| 1980      | Annecy                  | Maison de la Culture                         |
|           | Pérouges                |                                              |
| 1981      | Aix-les-Bains           | Galerie Art 81                               |
| 1983      | Chambéry                | Galerie Leloup                               |
| 1989      | Los Angeles             | Neiman Marcus                                |
| 1992      | Aix-les-Bains           | Park Hôtel                                   |
| 1993      | Chambéry                | Centre d'Art Chirpaz                         |
|           | Pérouges                | Autour de Charles Juliet                     |
|           | Aix-les-Bains           | Musée Faure Maison de la Culture             |
| 1994      | Genève                  | Galerie Krisal                               |
|           | Berlin                  | Centre Culturel BSH                          |
| 1995      | Grenoble                | Château de Rocheplaine                       |
| 1996      | Chambéry                | Galerie du Larith                            |
|           | Vénissieux              | Maison du Peuple                             |
| 1997      | Chambéry                | Conseil général de Savoie                    |
| 1998      | Paray-Vieille-Poste     | ADP Orly Sud                                 |
| 1999      | Paris                   | Galerie de l'Europe                          |
|           | Genève                  | Galerie Krisal                               |
|           | Aix les Bains           | Atelier Chaneac                              |
| 2001      | Trévignin               | La Salle Basse                               |
|           | Lyon                    | Galerie Goudal                               |
| 2002      | Ramatuelle              | Chez Alain Vagh                              |
|           | Aix-les-Bains           | Casino Grand Cercle                          |
| 2003      | Strasbourg              | L'appartement                                |
| 2005      | Grenoble                | Chez Brenner                                 |
| 2016      | Saint-Martin-de-Valamas | 50 ans de création à La Nouvelle Manufacture |
| 2018      | Aix-les-Bains           | Jubilons > Jubilez ! au Musée Faure          |

## Autres œuvres
Pierre Rault a également œuvré pour des intérieurs. Il est à l'origine de la décoration et de l'architecture intérieure d'un certain nombre de bistrots et de boîtes de nuit de la région Rhône-Alpes, dont la signature stylistique est fortement influencée par le courant Art Nouveau.
En 1984, il publie Le Grand Cercle d'Aix-les-Bains : histoire d'un casino, un livre en collaboration avec Geneviève Frieh, traitant de l'histoire du Casino Grand Cercle d'Aix les Bains, aux éditions Musumeci (315 p.).